# Torsktjärnen (Malungs socken, Dalarna)
Torsktjärnen är en sjö i Malung-Sälens kommun i Dalarna och ingår i Dalälvens huvudavrinningsområde.